# Grzeszyn (województwo łódzkie)
Grzeszyn – wieś w Polsce położona w województwie łódzkim, w powiecie łaskim, w gminie Buczek.

## Historia
W 1914 r. bracia Busse zakupili w Grzeszynie folwark, wybudowali willę w stylu modernizmu niemieckiego i zbudowali w wiosce okazały budynek fabryczny – była tam przędzalnia, tkalnia, farbiarnia i magazyny. Przyczyną takiego zlokalizowania przedsiębiorstwa były pokłady torfu w rozległej dolinie rzeczki Czajki – dopływu Końskiej, którym opalano lokomobilę napędzającą maszyny, oraz bardzo tania siła robocza. W okresie międzywojennym zatrudniano tu 100 robotników, jednocześnie współpracowało z fabryką ponad 400 chałupników. Po wojnie zakład upaństwowiono – stał się filią zduńskowolskich Zakładów Bawełnianych „Zwoltex”.
W latach 1975–1998 miejscowość administracyjnie należała do województwa sieradzkiego.

## Szlaki turystyczne
Przez wieś prowadzi  niebieski turystyczny Szlak „Osady Braci Czeskich” (65 km): Widawa (PKS) – Ruda – Chrząstawa – Faustynów – Walewice – Pożdżenice – Zelów – Zelówek – Bocianicha – Grzeszyn – Gucin – Rokitnica – Talar – Barycz – Ostrów – Łask Kolumna (PKP, PKS).